# The Product G&B
The Product G&B es un dúo estadounidense de R&B formado por David McRae, también conocido como Sincere, y Marvin Moore-Hough, también conocido como Money Harm.

## Historia
Desde su debut en 1998, el dúo prestó su voz a varias canciones en el álbum Ghetto Supastar de Pras, incluyendo el sencillo "Blue Angels". Wyclef Jean convenció al jefe de Arista Records, Clive Davis, para lanzar la canción "Maria Maria" como un sencillo, cuyo autor es el reconocido guitarrista Carlos Santana. Finalmente la canción se incluyó en el álbum Supernatural de Santana, ayudando a la inmensa popularidad del disco y vendiendo más de 30 millones de copias en todo el mundo. La canción se convirtió en un éxito mundial. "Maria Maria" fue nombrada la tercera canción más exitosa en el Billboard Hot 100, ganando un premio Grammy en el año 2000. El dúo también lanzó los sencillos "Cluck Cluck" y "Dirty Dancin'".
En 2017, luego de 16 años, el dúo publicó su segundo álbum de estudio, titulado My Dyem Head Is Byening.

## Discografía
- 2001: Ghetto & Blues
- 2017: My Dyem Head Is Byening